# 이요토미타역
이요토미타역(일본어: 伊予富田駅 이요토미타에키[*])은 일본 에히메현 이마바리시에 있는 시코쿠 여객철도 요산선의 역이다. 역 번호는 Y39이며, 1번 선이 상·하행 부본선, 2번선이 상·하행 본선으로 되어 있어 교행하는 구조의 상대식 승강장 2면 2선의 승강장을 지닌 지상역이다.

## 역 주변
- JA 오치이마바리 도미타 지점

## 역사
- 1924년 2월 11일 : 개업.
- 1987년 4월 1일 : 민영화에 따라, 시코쿠 여객철도로 이관.

## 인접 정차역
| 시코쿠 여객철도 요산선          | 시코쿠 여객철도 요산선 | 시코쿠 여객철도 요산선      |
| ------------------------------- | ---------------------- | --------------------------- |
| Y 38 이요사쿠라이 다카마쓰 방면 | 요산 선                | 이마바리 Y 40 마쓰야마 방면 |